# Léo Corin
Léo Corin   (Lieja, 11 de juny de 1941) fou un jugador belga de billar de les dècades de 1970 i 1980. Destacà en la disciplina de billar artístic, essent múltiple campió del Món i d'Europa.

## Palmarès
Font:
- Campionat del Món de billar artístic:  1972, 1973, 1975, 1983  1980, 1988,  1974, 1979, 1984
- Campionat del Món de billar de carambola quadre 71/2:  1977
- Campionat d'Europa de billar artístic:  1980, 1983, 1985, 1990  1980, 1988  1974, 1979, 1984
- Campionat d'Europa de billar pentatló de nacions:  1969  1979
- Campionat de Bèlgica de billar artístic:  7 cops campió
- Campionat del Món de billar de carambola lliure junior:  1959